# 霍普夫分岔
在數學的分岔理論中，霍普夫分岔（Hopf bifurcation）是指系統的穩定性發生變化形成一個周期极限環的臨界點。準確來說，它是動力學系統局域的分岔，局部的一個穩定不動點失穩的過程，在線性穩定性分析中表現為該不動點附近的線性矩陣出現两個共軛複數特征值。在滿足一般合理的前提下，霍普夫分岔都會形成一個小輻的极限環。霍普夫分岔亦被稱為 "Poincaré–Andronov–Hopf bifurcation"。

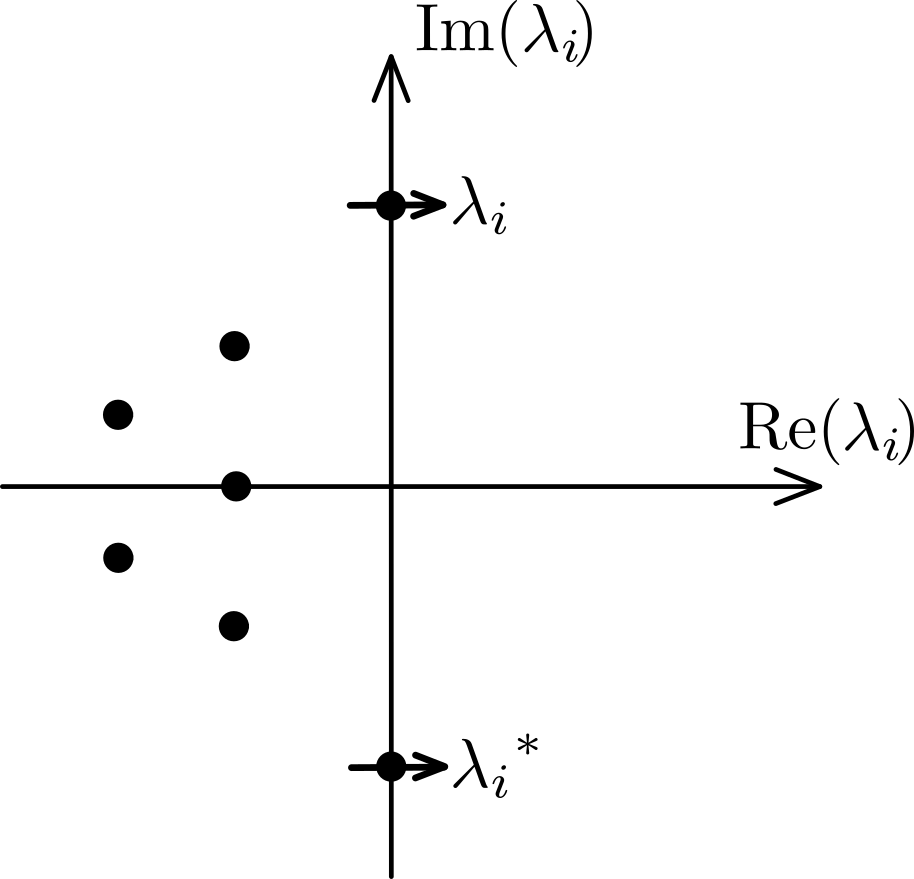

## 超臨界及次臨界Hopf分岔

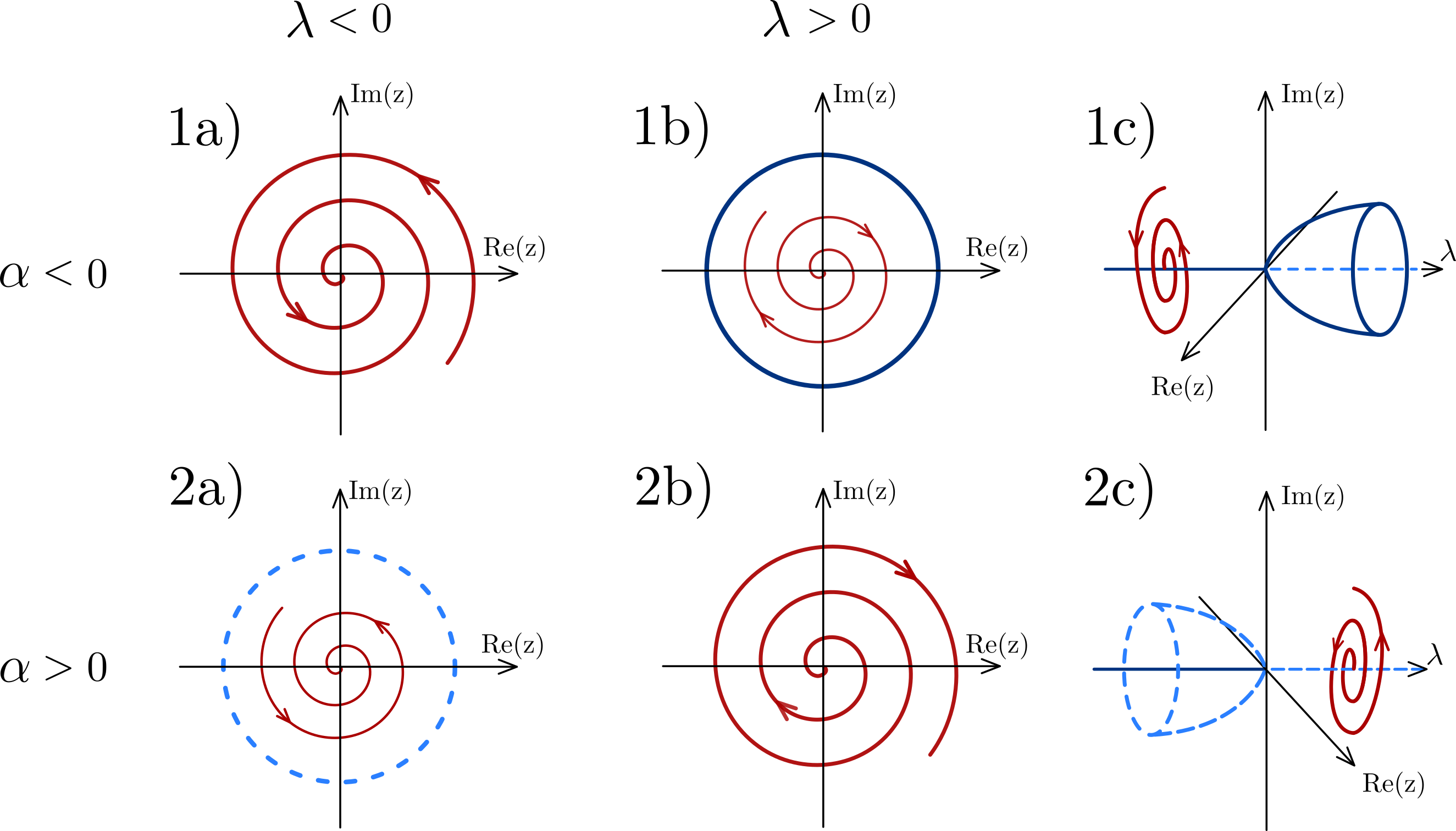

如果系統的第一李雅普諾夫系數(first Lyapunov coefficient)為負的，則Hopf分岔所産生的极限環是穩定的，此時稱該分岔為超臨界分岔。否則极限環不穩定並穩為次臨界分岔。
Hopf分岔的正則方程是：
{\displaystyle {\frac {dz}{dt}}=z((\lambda +i)+b|z|^{2})}
其中{\displaystyle z},{\displaystyle b}為复數,{\displaystyle \lambda }為參數。且{\displaystyle b=\alpha +i\beta .\,}，其{\displaystyle \alpha }中為第一李雅普諾夫系數。
若{\displaystyle \alpha <0}，則在參數{\displaystyle \lambda >0}時分岔産生穩定极限環:
{\displaystyle z(t)=re^{i\omega t}\,}
其中
{\displaystyle r={\sqrt {-\lambda /\alpha }}{\text{ and }}\omega =1+\beta r^{2}.\,}
此時該分岔稱為超臨界Hopf分岔。
若{\displaystyle \alpha >0}，則在{\displaystyle \lambda <0}時分岔産生的极限環為不穩定的，此時該分岔稱為次臨界Hopf分岔。

## Hopf分岔的數學定義
動力學系統中由于不動點穩定性變化所造成周期軌道的産生或消失稱為Hopf分岔。以下定理給出描述Hopf分岔的條件。
定理：以{\displaystyle J_{0}}表示一個連續參數動力學系統中一個不動點{\displaystyle Z_{e}}附近的雅可比矩陣。設{\displaystyle J_{0}}除了一對虚部非零的純虚數特征值({\displaystyle \pm i\beta })外，其所有其它特征值都有小于0的實部。當這一對特征值由于系統參數變化而跨過虚軸時，便會出現Hopf分岔。

## 例子
Hopf分岔出現在許多經典動力學系統中，如捕食者-獵物相互作用的Lotka–Volterra模型(稱為富集悖論"paradox of enrichment")，神經膜的Hodgkin–Huxley模型，糖酵解的Selkov模型，Belousov–Zhabotinsky反應及Lorenz吸引子。

## 延伸阅读
- Strogatz, Steven H. . Addison Wesley. 1994. ISBN 0-7382-0453-6.
- Kuznetsov, Yuri A.  Third. New York: Springer-Verlag. 2004. ISBN 0-387-21906-4.
- Hale, J.; Koçak, H. . Texts in Applied Mathematics 3. Berlin: Springer-Verlag. 1991. ISBN 3-540-97141-6.
- Guckenheimer, J.; Myers, M.; Sturmfels, B. . SIAM Journal on Numerical Analysis. 1997, 34 (1): 1–21. doi:10.1137/S0036142993253461.